# Zhang Yingying
Zhang Yingying, Chinees:张莹莹, (Hailar, Nei Mongol, 4 januari 1990) is een Chinese langeafstandsloopster, die is gespecialiseerd in de marathon.
In 2007 kreeg ze internationale bekendheid door vierde te worden op de marathon van Xiamen. Op de marathon van Peking dat jaar werd ze tweede in 2:27.20 en kort hierna liep ze met 31.17,30 de op drie na beste tijd op de 10.000 m dat jaar. In 2008 won ze een dag na haar verjaardag de marathon van Xiamen in een persoonlijk record van 2:22.38. Ze verbeterde hiermee het wereldjuniorenrecord en kwalificeerde zich, samen met haar landgenoten Zhou Chunxiu en Zhu Xiaolin, voor de Olympische Spelen van 2008 in Peking waar ze deelneemt aan de marathon.
Op de Spelen van Peking nam ze echter niet deel aan de marathon, maar aan de 5000 m en de 10.000 m. Op de 5000 m sneuvelde ze in de kwalificatieronde. Op de 10.000 m dwong ze wel een plek in de finale af, maar moest genoegen nemen met een zestiende plaats in 31:31.12.

## Persoonlijke records
| Onderdeel | Prestatie | Datum           | Plaats |
| --------- | --------- | --------------- | ------ |
| 5.000 m   | 15.06,08  | 31 oktober 2007 | Wuhan  |
| 10.000 m  | 31.17,30  | 2 november 2007 | Wuhan  |
| marathon  | 2:22.38   | 5 januari 2008  | Xiamen |

## Palmares

### 10.000 m
- 2008: 16e OS - 31:31.12.

### Marathon
- 2007: 4e marathon van Xiamen - 2:36.52
- 2007:  marathon van Peking - 2:27.20
- 2008:  marathon van Xiamen - 2:22.38
- 2008:  marathon van Peking - 2:28.52
- 2009:  marathon van Xiamen - 2:32.57
- 2009: 5e marathon van Seoel - 2:33.38